# Ailein duinn

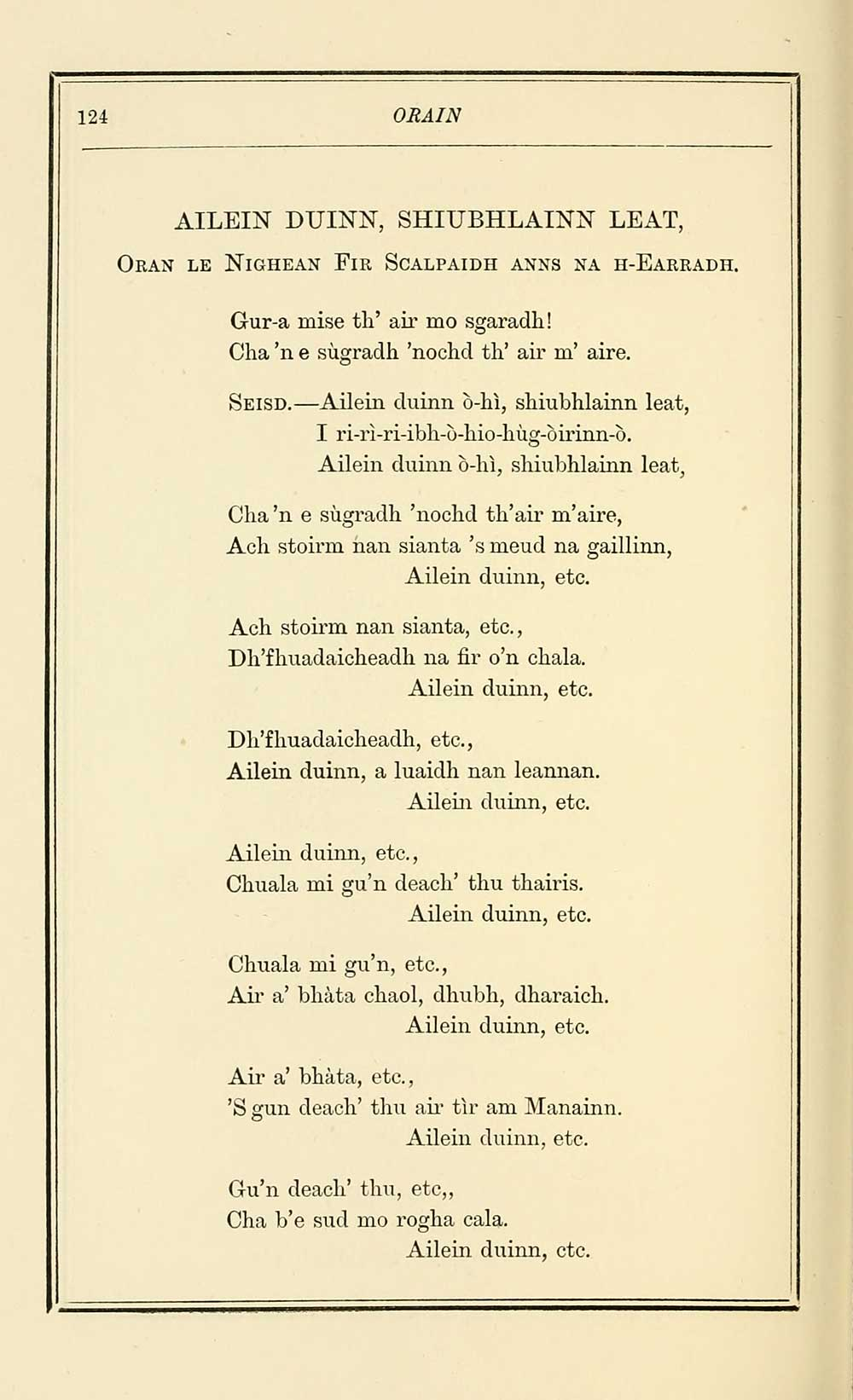
Ailein Duinn (1879)

Ailein duinn ("Alan de pelo castaño") es un lamento escrito para Ailean Moireasdan ("Alan Morrison") por su prometida, Annag Chaimbeul ("Annie Campbell"). En 1788, Ailean, un marinero, partió con su barco hacia Scalpay, en la isla de Harris, donde él y Annag iban a casarse. Sin embargo, el barcó se vio sorprendido por una tormenta y todo en él se perdió. Annag quedó muy abatida y murió algunos meses después. Su cuerpo fue encontrado en la playa, no lejos de donde había sido hallado el de su amado. Antes de eso, compuso este lamento por su amor perdido.

## Letra
Hay muchas versiones de la letra y la música; esta es la versión usada en la película Rob Roy:
Gura mise tha fo éislean

Moch sa mhaduinn is mi g'éirigh

Sèist: 	
Ò hì shiùbhlainn leat
 	
Hì ri bhò hò ru bhì
 
Hì ri bhò hò rinn o ho
 
Ailein Duinn, ò hì shiùbhlainn leat

Ma 's e 'n cluasag dhuit a ghaineamh
 
Ma 's e leabaidh dhut an gheamainn

Ma 's e 'n t-iasg do choinlean geala

Ma 's e na ròin do luchd-faire

Dh'òlainn deoch ge b' oil le càch e

De dh'fhuil do choim 's tu 'n déidh do bhathadh

### Traducción
Qué apenada estoy

Al levantarme temprano por la mañana

Coro (tras cada verso):
Ò hì, iría contigo

Hì ri bhò hò ru bhì

Hì ri bhò hò rinn o ho

Alan de pelo castaño, ò hì, iría contigo

Si es la arena tu almohada

Si son las algas tu cama

Si son los peces la luz de tus velas

Si son las focas tus vigilantes

Yo bebería, aunque todos lo aborrecieran,

La sangre de tu corazón, después de que te ahogaras

## Cultura popular
- La canción de Dj Tiesto, A Tear in the Open incluye parte de la canción.
- La canción de Freemasons & Bailey Tzuke, Uninvited incluye parte de la canción.
- La banda sonora de Tomb Raider: Legend incluye la canción con un coro del Ave María.
- Hay otra versión del lamento, en la canción Cura Me, de Signum.
- Capercaillie, Mac-Talla y Méav Ní Mhaolchatha, de Celtic Woman la han grabado como canción.
- Una versión fue usada en los créditos de Rome: Total Realism.